# Saint-Pierre-de-Chandieu

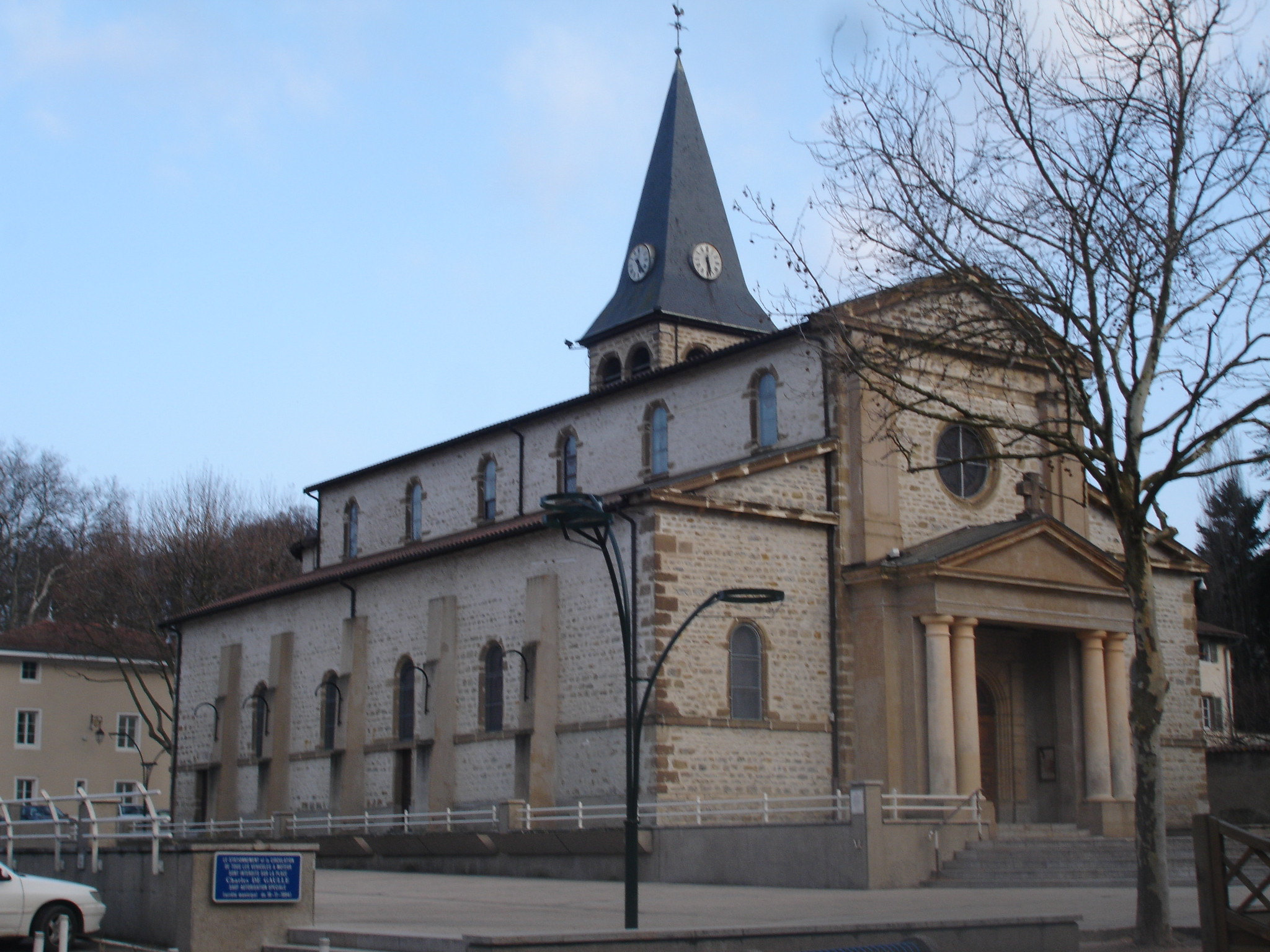
Kościół w Saint-Pierre-de-Chandieu, 2010

Saint-Pierre-de-Chandieu – miejscowość i gmina we Francji, w regionie Owernia-Rodan-Alpy, w departamencie Rodan.
Według danych na rok 1990 gminę zamieszkiwały 3523 osoby, a gęstość zaludnienia wynosiła 120 osób/km² (wśród 2880 gmin regionu Rodan-Alpy Saint-Pierre-de-Chandieu plasuje się na 251. miejscu pod względem liczby ludności, natomiast pod względem powierzchni na miejscu 233.).